# Mordellistena guatemalensis
Mordellistena guatemalensis es una especie de coleóptero de la familia Mordellidae.

## Distribución geográfica
Habita en Guatemala.